# Invordering van het rijbewijs
Invordering van het rijbewijs houdt in Nederland in dat politie of justitie vordert dat het rijbewijs wordt afgegeven.  De Vlaamse termen zijn intrekking van het rijbewijs als het door de politie gebeurt, of verval van het recht tot sturen als het door een rechter uitgesproken wordt. 

## Nederland
In 2006 werd in Nederland ongeveer 1200 maal een rijbewijs ingevorderd door verkeershandhavingsteams van de politie. De rijbewijzen werden vooral afgenomen vanwege gevaarlijk rijgedrag en te hard rijden.
Indien een bestuurder door de politie wordt betrapt bij het plegen van een snelheidsovertreding van 50 km/h of meer, dan is de politie verplicht het rijbewijs in te vorderen. Bij een bromfietsbestuurder ligt het maximum op 30 km/h te hard. Dit is ook het geval bij rijden onder invloed. Als de persoon meer dan 575 microgram alcohol per liter uitgeademde lucht (µg/l) blaast, is de persoon zijn rijbewijs kwijt.
Na invordering van het rijbewijs mag de bestuurder geen voertuig meer besturen waarvoor een rijbewijs nodig is (dus ook niet meer verder rijden). Doet hij dat wel dan pleegt hij een misdrijf. Dit betekent dat een andere inzittende in het bezit van een rijbewijs achter het stuur moet plaatsnemen. Wanneer deze er niet is moeten de bestuurder en eventuele passagiers op eigen gelegenheid de reis voortzetten en de auto achterlaten, waarna de bestuurder deze uiteraard later moet (laten) ophalen. Soms geeft de politie de overtreder in zo'n geval als geste een lift naar huis, de bestemming of het dichtstbijzijnde trein- of busstation.
Of en wanneer de bestuurder het rijbewijs terugkrijgt wordt beslist door de officier van justitie, hij heeft 10 dagen de tijd om een beslissing hierover te nemen. Ook bij andere zware overtredingen (bijvoorbeeld van artikel 5 van de Wegenverkeerswet) kan de politie het rijbewijs invorderen.
Invordering van het rijbewijs kan ook gebeuren als de politie vermoedt dat er sprake is van een medisch probleem dat de rijvaardigheid vermindert. Het CBR zal dan meestal een medisch onderzoek vragen en een rijproef afnemen. Als de bestuurder in staat geacht wordt een auto te besturen, dan heeft hij met een maand of acht zijn rijbewijs weer terug.
De rechter kan ook ontzegging van de rijbevoegdheid voor langere tijd uitspreken. 

## België
In België zijn de drie gewesten bevoegd voor de wegcode maar de regels zijn nog erg gelijkluidend in Vlaanderen, Wallonië en het Brussels Hoofdstedelijk Gewest. 
De politie kan overgaan tot onmiddellijke intrekking van het rijbewijs:
- bij ten minste 350 microgram alcohol per liter uitgeademde lucht
- bij vluchtmisdrijf of tegenwerking van de vaststellingen
- als klaarblijkelijk een zware fout ernstige verwondingen of de dood heeft veroorzaakt
- bij het niet naleven van een rijverbod
- bij bepaalde zware overtredingen, waaronder meer dan 30 km/uur te snel rijden (20 km/uur binnen een bebouwde kom)
- bij het niet gebruiken van een door de rechter verplicht alcoholslot
De intrekking duurt in principe 15 dagen, tenzij de rechter een verlenging tot maximum drie maanden uitspreekt, een mogelijkheid die eenmaal kan hernieuwd worden.  
De rechter kan een verval van het recht op sturen uitspreken voor een periode van acht dagen tot levenslang. Dit kan uitgesproken worden als een straf of wegens ongeschiktheid die zou blijken uit een overtreding of een ongeval. Het verval kan verbonden worden aan de voorwaarde om opnieuw examen te doen voor een rijbewijs of aan andere onderzoeken. De rechter kan het verval ook beperken tot bepaalde categorieën, tot de weekends en feestdagen, of tot auto's met een alcoholslot. 